# Лехія (Львів)
«Ле́хія» Львів (пол. Lechia Lwów; офіційна назва Львівський Клуб Спортовий Лехія Львів) — колишній польський футбольний і хокейний клуб зі Львова, перший в історії польський футбольний клуб.

## Історія
«Лехію» заснували у Львові влітку 1903 р. учні III та VI гімназій, а також колишні члени спортивного товариства «Сокіл». Згодом виник також хокейний та боксерський клуби.
У міжвоєнний період — одна з чотирьох (разом із «Погонню», «Чарними» та «Гасмонеєю») львівських команд, що була учасником першої ліги чемпіонату Польщі з футболу.
5 квітня 1931 р. на стадіоні 40-го стрілецького піхотного полку (нині — стадіон «Школяр» СДЮШОР № 4), що розташовувався наприкінці вул. Кохановського відбувся дебютний матч команди у І лізі чемпіонату Польщі проти хожувського «Руху». Дебют видався невдалим і по закінченню чемпіонату команда понизилися у класі і потім грала у окружній (другій) лізі. Її гравці були вихідцями в основному з середовища залізничників, тож протягом чи не всього свого існування «Лехію» пов'язували саме з цією групою суспільства (а не з військом, як вважалося в часи Польської Народної Республіки). У вересні 1939 р., коли розпочалась Друга світова війна, клуб припинив існування.
У 1990-х рр. група польських істориків та статистів футболу, досліджуючи архівні матеріали, віднайшла докази, що саме «Лехія», а не І. ЛКПН «Слава» (з 1905 р. «Чарні» Львів) була першим в історії польським футбольним колективом (різниця в часі заснування двох клубів — декілька днів).

### Колишні назви
- 1903—1939 рр. — ЛКС Лехія Львів (пол. LKS (Lwowski Klub Sportowy) Lechia Lwów)

## Відомі гравці

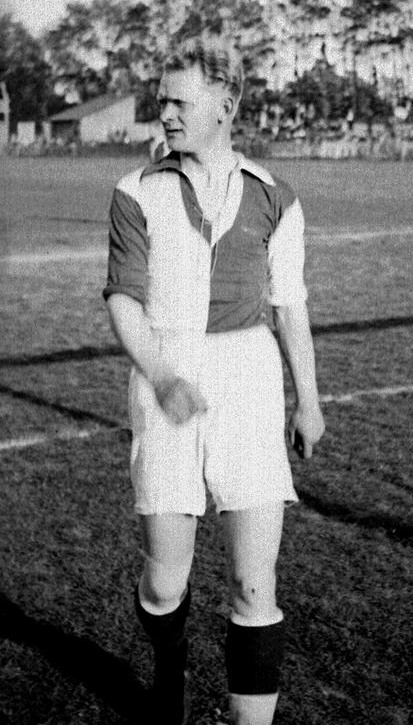
Ян Пайонк у складі «Лехії»

Футболісти, які коли-небудь виступали за (або тренували) національні збірні. Прапорець означає збірну, у складі якої грала (яку тренувала) особа.
- Ян Васевич
- Філіп Кміцінський
- Ришард Концевич
- Ян Пайонк

## Титули та досягнення

### Футбол
- Чемпіонат Польщі:
  - 12-те місце в I лізі: 1931

### Хокей з шайбою
- Чемпіонат Польщі з хокею
  -  Срібний призер (1): 1935
  -  Бронзовий призер (1): 1934